# Taijin kyōfushō
 (mai 2014).
Le taijin kyōfushō (対人恐怖症) est un syndrome psychiatrique lié à la culture observé au Japon et en Corée et qui se traduit par la crainte ou la conviction de représenter une gêne ou une nuisance pour autrui. La thérapie de Morita, inventée en 1919 est censée être efficace sur ce type de trouble.

## Description clinique
Il s'agit d'un syndrome fréquent en Corée et au Japon. Littéralement il désigne le trouble (shō 症) lié à la peur (kyōfu 恐怖) des relations interpersonnelles (taijin 対人). De ce fait, il est assez souvent assimilé en occident aux phobies sociales. Pourtant, les deux situations sont tout à fait différentes. Le phobique social est en difficulté dans les interactions sociales, car il craint d'être l'objet de moqueries, ou de jugements négatifs, ou encore de se sentir embarrassé. La personne atteinte de taijin kyōfushō craint au contraire d'offenser les autres (par exemple par de mauvaises odeurs). Elle se soucie de l'embarras que va vivre l'autre par sa faute, ce qui est un mécanisme bien différent. Dans les deux cas cependant, il s'agit d'une peur de déplaire et d'être rejeté. 
Dans le système de classification local, on distingue :
- Sekimen-kyōfu 赤面恐怖, la crainte de rougir
- Shūbō-kyōfu 醜貌恐怖, la crainte d'avoir un corps difforme (qui évoque la dysmorphophobie)
- Jikoshisen-kyōfu 自己視線恐怖, la crainte de la façon dont on regarde autrui
- Jikoshū-kyōfu 自己臭恐怖, la crainte d'incommoder les autres par ses odeurs corporelles.

Des travaux récents[Lesquels ?] ont montré que cette catégorie, qui n'est pas définie médicalement, peut correspondre à des troubles différents selon le DSM : des névroses, psychoses et des troubles de l'humeur.

## Classification internationale
Dans sa cinquième édition le DSM, manuel diagnostique et statistique des troubles mentaux, classe le taijin kyōfushō sous la rubrique 300.2(F42) « Autres troubles obsessionnels compulsifs et affections liées ».